# Chowaha
Il Chowaha è una specialità del poker a carte comunitarie che si gioca a limite fisso. Questo gioco è poco diffuso nei casinò e si gioca più spesso in partite a casa. Si gioca anche hi-lo.
Le sue regole sono le stesse del Texas hold 'em ma a differenza da esso prevedendo:
- tre flop paralleli;
- due turn;
- la possibilità di fare il punto seguendo lo schema ivi proposto:

```
F1-F1-F1 \
	   T1
F2-F2-F2 <    > R
	   T2
F3-F3-F3 /
```

il giocatore quindi può comporre il punto nei seguenti modi:
- F1+T1+R
- F2+T1+R
- F2+T2+R
- F3+T2+R

Quando si gioca hi-lo il giocatore può fare, usando contemporaneamente due delle suddette strade, sia il punto alto che quello basso.